# Cult Killer
Cult Killer es una película de suspenso y terror estadounidense de 2024, dirigida por Jon Keeyes y escrita por Charles Burnley y protagonizada por Alice Eve y Antonio Banderas.
La película fue estrenada el 19 de enero de 2024.

## Sinopsis
En un pub de Dublín, Cassie Holt se encuentra con su patrocinador de Alcohólicos Anónimos, el detective privado Mikeal Tallini. Cinco años después, Cassie ahora trabaja como investigadora para él.

## Reparto
- Alice Eve como Cassie Holt
- Antonio Banderas como Mikhail Tellini
- Paul Reid como Rory McMahon
- Shelley Hennig como Jamie Douglas

## Producción
Escrita por Charles Burnley, está dirigida por Jon Keeyes. La película original tenía el título provisional The Last Girl. La película es producida por Jordan Yale Levine, Jordan Beckerman y Michael J. Rothstein para Yale, así como por Richard Bolger y Conor Barry de Hail Mary Pictures y Richard Clabaugh.

### Casting
Alice Eve, Shelley Hennig y Antonio Banderas se unieron al elenco en junio de 2022.

### Rodaje
La fotografía principal se realizó en Irlanda y se completó en septiembre de 2022.

## Estreno
La película se estrenó el 19 de enero de 2024.